# نادي توبا
نادي توبا لكرة القدم (بالبرتغالية: Tupã Futebol Clube) هو فريق كرة قدم برازيلي مقره في توبا، ساو باولو. تأسّس عام 1936، ويلعب في دوري باوليستا الدرجة الثانية وهو الدوري الخاص بولاية ساو باولو.